# Markkleeberg
Markkleeberg est une ville de Saxe (Allemagne), située dans l'arrondissement de Leipzig, dans le district de Leipzig.

## Géographie
La ville de Markkleeberg est située 6 km au sud de Leipzig au bord de la rivière Pleiße. On peut y voir deux lacs, le lac de Markkleeberg et le lac de Cospuden. Elle est entourée par les communes de Leipzig, Zwenkau, Böhlen et Großpösna.
Markkleeberg est composée de huit différents quartiers :
- Gaschwitz
- Gautzsch (Markkleeberg-West)
- Großstädteln
- Markkleeberg-Ost
- Oetzsch  (Markkleeberg-Mitte)
- Raschwitz
- Wachau (avec Auenhain)
- Zöbigker

## Personnalités liées à la ville
- Brigitte Rabald, chanteuse, y est née.